# Fujara
Fujara é um instrumento musical originário da Eslováquia. É um tipo de flauta grande com três orifícios composta por dois tubos com um comprimento maior do que 1,60 a 2 metros de comprimento e o mais pequeno de 50 a 80 cm. 
Desde 2005 é parte do Patrimônio Oral e Imaterial da Humanidade da UNESCO.